# ヌーノ・セケイラ
ヌーノ・ミゲル・リベイロ・クルス・ジェロニモ・セケイラ（Nuno Miguel Ribeiro Cruz Jerónimo Sequeira 、1990年8月19日 - ）は、ポルトガル・ポルト出身のプロサッカー選手。SCブラガ所属。ポジションは、ディフェンダー。

## 経歴
2013年3月、プリメイラ・リーガのCDナシオナルと6月からの4年契約を結んだ。
2017年3月24日、CDナシオナルの降格を受けてSCブラガへの加入が内定した。
2023年7月2日、スュペル・リグに昇格したペンディクスポルに2年契約で加入することが発表された。

## タイトル
ブラガ
- タッサ・デ・ポルトガル: 2020-21[5]
- タッサ・ダ・リーガ: 2019-20